# Peterbilt
Peterbilt Motors Company — американська компанія, що займається випуском класичних (баластних) вантажівок і сідлових тягачів. Штаб-квартира компанії знаходиться в Дентоні, штат Техас. Компанія є дочірнім підприємством Paccar.
Заснована в 1939 і управляє заводами в Мадісоні, штат Теннессі, в Дентоні, штат Техас, і в Сент-Терез, провінція Квебек (Канада).
З початку 1960-х до середини 1980-х компанія базувалася в Сан-Франциско, і головний завод знаходився в Ньюарку, Каліфорнія.
У 1986 Ньюаркський завод закрився. Штаб був переміщений в Дентон в 1993.

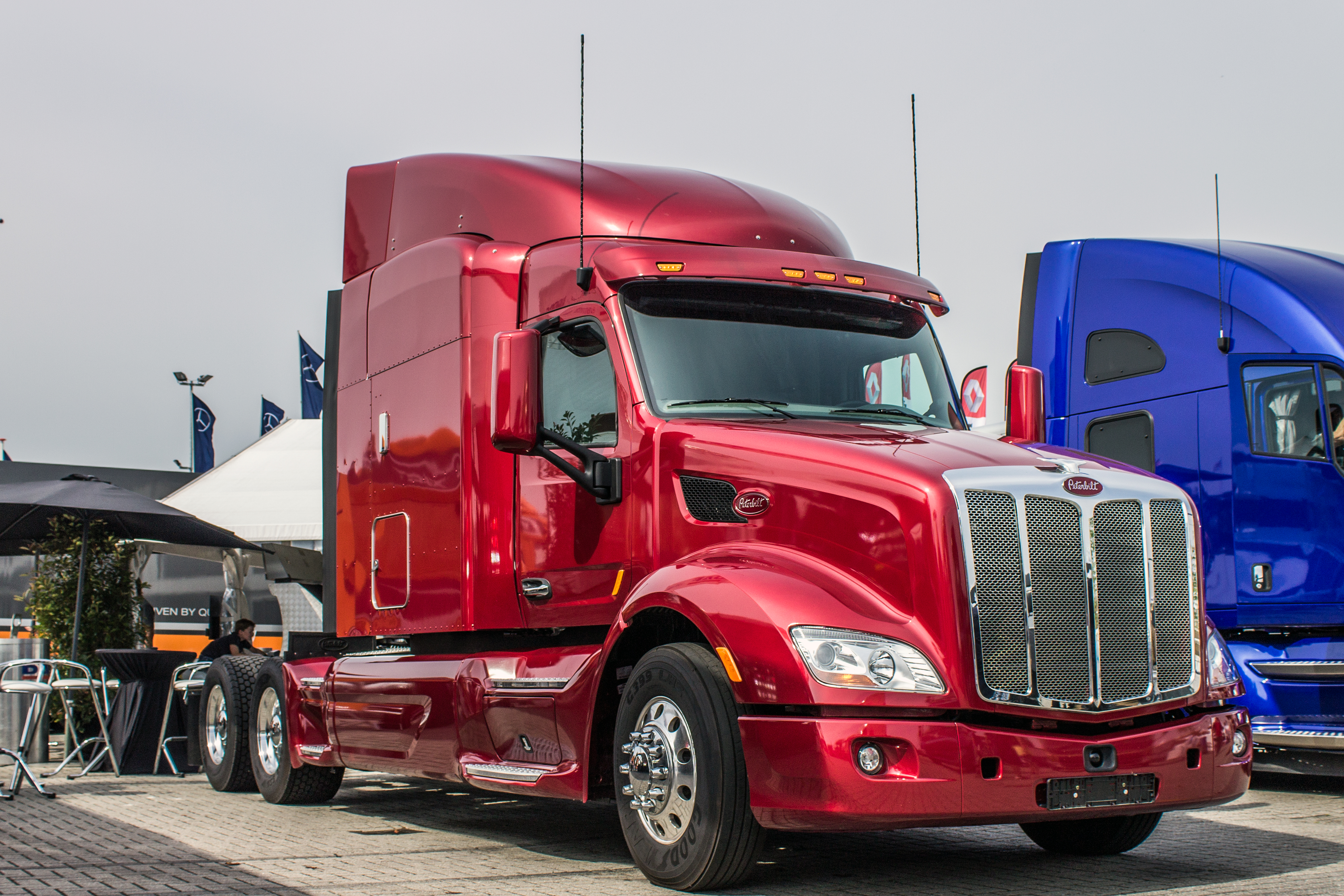
Peterbilt 579

У 2008 на тягачах цієї марки була вперше застосована гібридна силова установка. Вона була створена і виробляється фірмою Eaton Corporation. У перспективі вона з'явиться на автомобілях Kenworth.